# Mandopop kiểu Pháp
Mandopop kiểu Pháp hay Mandopop phong cách Pháp (giản thể: 法式华语流行音乐; phồn thể: 法式華語流行音樂; bính âm: Fǎ shì Huá yǔ liú xíng yīn lè; Hán-Việt: Pháp thức Hoa ngữ lưu hành âm nhạc) là một thể loại nhạc Mandopop xuất hiện vào đầu thế kỷ XXI. Giống như tên gọi của nó, Mandopop kiểu Pháp đặc trưng với các ca khúc được thể hiện chủ yếu bằng tiếng Quan thoại nhưng mang phong cách Pháp hay hương vị Pháp. Khán thính giả của dòng nhạc này bao gồm những người hâm mộ, đặc biệt là cộng đồng người nói tiếng Quan thoại và người Hoa bị thu hút bởi văn hóa Pháp, ở Trung Quốc, Pháp và nhiều quốc gia khác.

## Đặc điểm
Nhạc Mandopop kiểu Pháp có các đặc điểm nổi bật sau: ca sĩ nói tiếng Pháp nhưng biểu diễn bằng tiếng Quan thoại có thể với giọng Pháp hoặc không, một giai điệu không mang phong cách Trung Hoa, hỗn hợp phong cách Pháp chiếm ưu thế. Phần lời và nội dung bài hát lấy cảm hứng từ nước Pháp và giả tưởng về Pháp. Dòng nhạc này còn đặc trưng bởi phong cách trình diễn trên sân khấu của Pháp (hay phương Tây), hầu hết là không hoặc hoàn toàn không bị ảnh hưởng bởi thẩm mỹ Trung Quốc.

## Lịch sử

### 2000 - 2009
Nghệ sĩ tiên phong của dòng nhạc Mandopop kiểu Pháp, Dantès Dailiang, là ca sĩ kiêm sáng tác nhạc người Pháp đầu tiên viết các ca khúc và hát bằng tiếng Quan thoại do một công ty thu âm Trung Quốc ký hợp đồng cho ra album Parfums d’extrêmes (chữ Hán: 我记得你, tiếng Việt: Hương Thơm Cùng Cực) vào năm 2007 và album Hạ Hữu Đái Lượng (chữ Hán: 下有戴亮) vào năm 2009.

### 2010 - 2011
Nhờ sự thu hút lẫn nhau giữa Trung Quốc và Pháp nên ngày càng nhiều nghệ sĩ Pháp cố gắng với nhiều hoặc ít thành công hơn khi sáng tác hay hát các ca khúc nguyên gốc bằng tiếng Quan thoại. Xu hướng này tăng lên kể từ năm 2010 khi Liên hoan Âm nhạc Pháp chính thức lần đầu được tổ chức ở Thượng Hải.

## Hãng thu âm
- Trung Quốc đại lục: Kiệt Thịnh (杰盛唱片 Jiesheng Records)
- Hồng Kông, Đài Loan, châu Âu: Công ty Plaza Mayor (Plaza Mayor Company), Warner

## Nghệ sĩ
- Dantès Dailiang
- Jil Caplan
- Joyce Jonathan
- Jean-sébastien Héry
- Frederick